# Марченки (Миргородський район)
Марченки́ —  село в Україні, у Миргородській міській громаді Миргородського району Полтавської області. Населення становить 58 осіб. Колишній орган місцевого самоврядування — Біликівська сільська рада.

## Географія
Село Марченки знаходиться на відстані 1 км від села Лещенки та Милашенкове.